# Стиглиц, Джозеф
Джозеф Юджин Сти́глиц (англ. Joseph Eugene Stiglitz; род. 9 февраля 1943 года, г. Гэри, штат Индиана) — американский экономист-кейнсианец. Лауреат Нобелевской премии по экономике (2001, с Джорджем Акерлофом и Майклом Спенсом) «за анализ рынков с асимметричной информацией».
Учился в Амхерст-колледже и Массачусетском технологическом институте, где получил степень доктора. Профессор Колумбийского университета. Иностранный член Российской академии наук (2003), член научно-редакционного совета российского журнала «МИР: Модернизация. Инновации. Развитие».
Награждён медалью Дж. Б. Кларка (1979). Лауреат премии Ректенвальда (1998). Председатель Совета экономических консультантов при президенте США (1995—1997). Главный экономист Всемирного банка (1997—2000).
Джозеф Стиглиц известен как жёсткий критик неограниченного рынка, монетаризма и неоклассической экономической школы вообще, а также неолиберального понимания глобализации, политики МВФ в отношении развивающихся стран и либеральных реформ в России.

## Биография
Родился в семье Шарлотты и Натаниеля Стиглица. С 1960 по 1963 год учился в Амхерст-колледже, где был президентом студенческого самоуправления. Продолжил свою учёбу в Массачусетском технологическом институте. В 1965—1966 годах Стиглиц трудился над исследованиями в Чикагском университете под руководством Хирофуми Узава. В то время его исследования были посвящены проблемам экономического роста, инноваций и перераспределения доходов. Затем он вернулся в МТИ, где получил степень доктора наук в 1967 году. В дальнейшем Стиглиц преподавал в университетах Кембриджа, Йеля, Дьюка, Стэнфорда, Оксфорда и Уинстона и ныне является профессором Колумбийского университета, а также является соредактором журнала The Economists' Voice («Голос экономистов»).
Член Национальной академии наук США (1988), член-корреспондент Британской академии (1993), иностранный член Лондонского королевского общества (2009).

## Политическая роль
Кроме своих значимых исследований в области микро- и макроэкономики, Стиглиц также напрямую играет важную роль в политической и общественной жизни. В 1992 году он перебрался в Вашингтон, чтобы работать в администрации президента Клинтона. В 1993—1995 годах был членом, а в 1995—1997 годах председателем Совета экономических консультантов при президенте США Клинтоне. В 1997—2000 годах вице-президент и главный экономист Всемирного банка.

Я не настолько глуп, чтобы поверить, что рынок сам по себе решит все социальные проблемы. Неравенство, безработица, загрязнение окружающей среды непреодолимы без активного участия государства.
— Джозеф Стиглиц (2002)
С 2008 года является председателем международной Комиссии по основным показателям экономической деятельности и социального прогресса.
Его указывают левоцентристом.

## Семья
Жена — журналистка и редактор Аня Шиффрин (род. 1962), дочь издателя Андре Шиффрина, внучка издателя Якова Савельевича Шифрина.

## Мнения
О приватизации в России
11 декабря 2003 года в интервью австрийской газете «Der Standard» Стиглиц охарактеризовал приватизацию в России как незаконную:
…Назрела необходимость поставить на политическую повестку дня вопрос относительно незаконной приватизации 90-х годов, в которой кроются корни различия в благосостоянии людей в России. Это не только вопрос справедливости, но и в далекой перспективе — также вопрос экономического благоразумия… Если этого не произойдет, то экономическая олигархия может трансформироваться в олигархию политическую.